# Mimetauge
Mimetauge is een geslacht van vlinders uit de familie van de snuitmotten (Pyralidae). De wetenschappelijke naam van het geslacht is voor het eerst geldig gepubliceerd in 1970 door Eugene Gordon Munroe.
De typesoort en enige soort binnen dit geslacht is Mimetauge napeogenalis Munroe, 1970 uit Peru.